# Káraný (odbočka)
Káraný (nebo též Odb Káraný) je odbočka, která se nachází v km 4,870 dvoukolejné trati Praha – Lysá nad Labem – Kolín mezi stanicemi Čelákovice a Lysá nad Labem. Účelem odbočky je zvýšení propustnosti trati zejména v době budování nového mostu přes Labe u Čelákovic. Odbočka se nachází západně od vesnice Byšičky. Leží v katastrálním území Lysá nad Labem v okrese Nymburk u hranic s katastrem Káraného v okrese Praha-východ. V místě dříve fungovalo hradlo a vlečka do vodárny Káraný.

## Historie
Historie pozdější odbočky sahá až do roku 1906, kdy byla do tehdy jednokolejné trati napojena vlečka vodárny Káraný. Ta sloužila zpočátku pro dopravu stavebního materiálu při výstavbě vodárny, později pro dodávky uhlí potřebného pro fungování technologií vodárny. V květnu 1927 byl zahájen dvoukolejný provoz a v místě odbočení vlečky bylo aktivováno hradlo Káraný.
V 60. letech 20. století byly v rámci předelektrizačních úprav vyměněna původní mechanická oddílová návěstidla za světelná. V roce 1996 byl hradlový poloautomatický blok nahrazen automatickým hradlem, jehož oddílová návěstidla byla ponechána v místě někdejšího hradla. Od té doby už nebyl v místě dopravní zaměstnanec, odbočné výhybky vlečky byly přestavovány ručně obsluhou vlečky. V 90. letech již však provoz na vlečce ustal, neboť uhlí bylo nahrazeno zemním plynem. Naposledy jel na vlečku do Káraného zvláštní vlak 28. září 2002, k 31. březnu 2003 byl provoz vlečky oficiálně zastaven a v září 2007 bylo kolejiště vlečky sneseno.
V roce 2019 začaly v místě přípravné práce pro stavbu nové odbočky, o které bylo rozhodnuto, že bude trvalá, nejen po dobu modernizace úseku Čelákovice – Lysá nad Labem. V březnu a dubnu 2020 pak byly položeny výhybky odbočky. Zabezpečovací zařízení odbočky bylo aktivováno 26. března 2020. Pro účely umístění technologie odbočky byla rekonstruována původní budova hradla. Původní automatické hradlo bylo v přilehlých úsecích nahrazeno automatickým blokem.

## Popis odbočky
Odbočka je vybavena elektronickým stavědlem ESA 44. Odbočka je trvale neobsazena (místní ovládání není možné) a je dálkově ovládána výpravčím z Čelákovic pomocí rozhraní JOP.
V odbočce jsou celkem čtyři výhybky ve dvou spojkách mezi traťovými kolejemi. Výhybky jsou vybaveny elektromotorickými přestavníky a elektrickým ohřevem. Při jízdě jiným než přímým směrem je pro průjezd odbočkou návěstěna rychlost 50 km/h.
Ve směru od Čelákovic je odbočka kryta vjezdovými návěstidly 1L a 2L v km 4,615, z opačného směru pak 1S a 2S v km 5,558. Jízdy vlaků v přilehlých traťových úsecích jsou zabezpečeny obousměrným trojznakovým automatickým blokem, který nahradil původní automatické hradlo.
V obvodu odbočky se na čelákovickém záhlaví v km 5,096 nachází přejezd P3612 vybavený světelným přejezdovým zabezpečovacím zařízením bez závor. Jde o přejezd lesní cesty mezi přírodními rezervacemi Lipovka – Grado a Hrbáčkovy tůně.